# Shaquille Pinas
Shaquille Pinas (* 19. März 1998 in Rotterdam) ist ein surinamisch-niederländischer Fußballspieler, der seit Juli 2022 beim schwedischen Erstligisten Hammarby IF unter Vertrag steht. Er kann sowohl als linker Außenverteidiger als auch als Innenverteidiger eingesetzt werden und ist surinamischer Nationalspieler.

## Karriere

### Verein
Der in Rotterdam geborene Shaquille Pinas begann mit dem Fußballspielen beim SC Feyenoord und kam im Jahr 2004 in die Jugendakademie von Feyenoord Rotterdam. Von 2007 bis 2010 spielte er im Nachwuchs von ADO Den Haag und nach einem kurzen Aufenthalt bei den Alphense Boys, schloss er sich mit 13 Jahren dem FC Dordrecht an. Im Januar 2017 wurde er dort erstmals in die erste Mannschaft befördert und am 20. Januar 2017 debütierte er beim 3:0-Heimsieg gegen die Reservemannschaft des FC Utrecht in der zweithöchsten niederländischen Spielklasse. In der Saison 2016/17 bestritt er vier weitere Ligaspiele und lief in seinen Einsätzen hauptsächlich als linker Außenverteidiger auf.

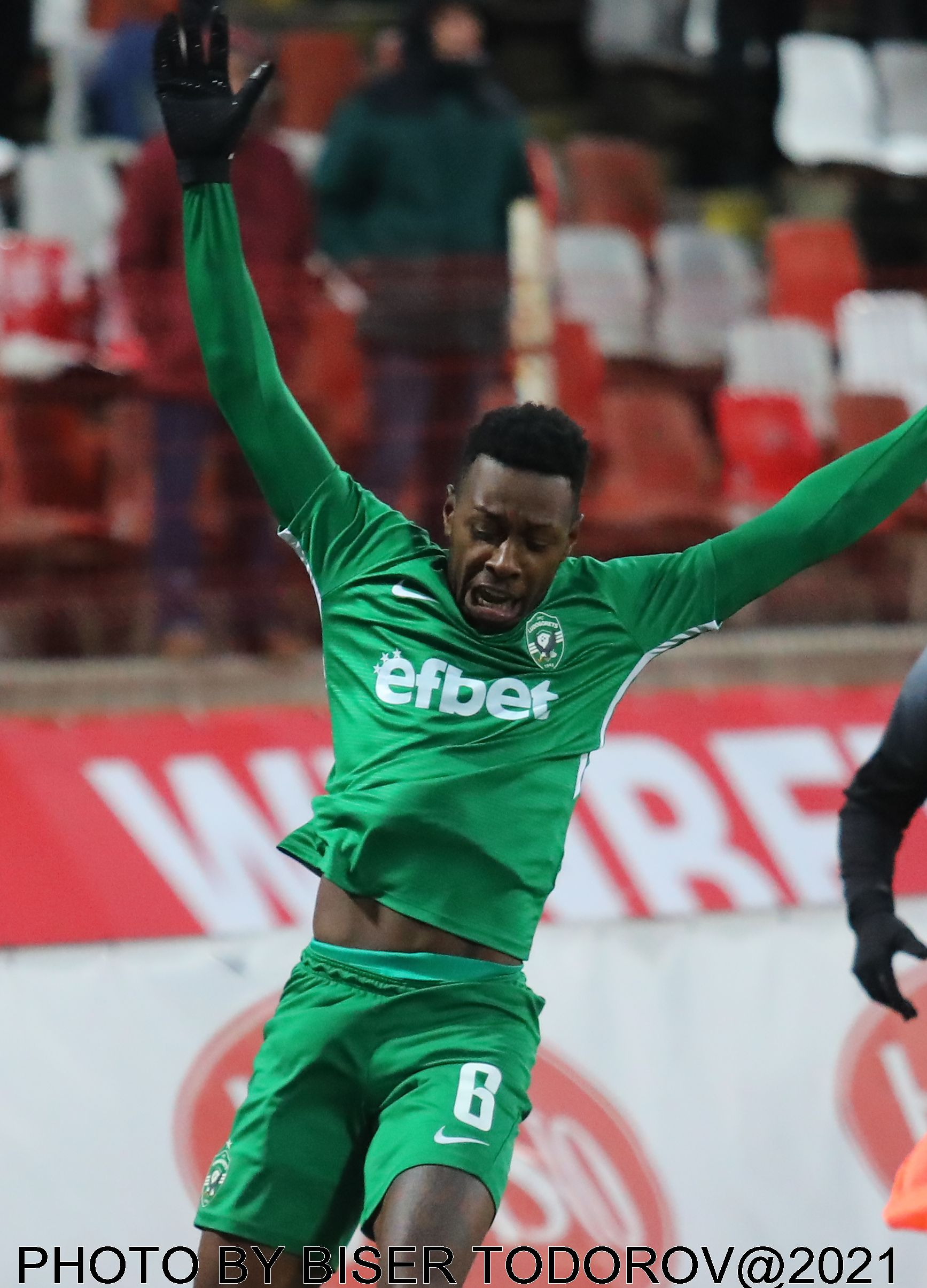
Pinas im Jahr 2021

Im Juli 2017 wechselte Shaquille Pinas zum Ehrendivisionär ADO Den Haag, wo er der Reservemannschaft zugewiesen wurde. Spätestens ab Oktober war er regelmäßig im Spieltagskader der ersten Mannschaft gelistet. Am 16. Dezember 2017 (17. Spieltag) debütierte er bei der 0:3-Auswärtsniederlage gegen die PSV Eindhoven in der ersten Mannschaft, als er in der 82. Spielminute für Björn Maars Johnsen eingewechselt wurde. In der Spielzeit 2017/18 bestritt er fünf Ligaspiele und wurde dabei stets als Innenverteidiger eingesetzt. In der folgenden Saison 2018/19 wurde er häufig in der Innenverteidigung eingesetzt und absolvierte insgesamt 18 Ligaspiele und zwei Pokalspiele. Der endgültige Durchbruch als Stammspieler gelang ihm in der nächsten Spielzeit 2019/20. Am 31. August 2019 (5. Spieltag) erzielte er beim 1:0-Heimsieg gegen die VVV-Venlo das einzige Tor des Tages. Am 29. Februar 2020 (25. Spieltag) flog er beim 0:0-Unentschieden gegen Heracles Almelo in der 90. Spielminute mit „gelb-rot“ vom Platz. Nach dem Absitzen seiner Ein-Spiele-Sperre wurde die Ligasaison aufgrund der COVID-19-Pandemie abgebrochen. Bis dorthin war er in 25 Ligaspielen zum Einsatz gekommen, in denen er drei Tore erzielte. Dazu kam ein Pokalspiel in der Saison 2019/20. In der Saison 2020/21 stand er bei 27 von 34 Ligaspielen für Den Haag auf dem Platz, in denen er drei Tore schoss, sowie zwei Pokalspiele.
Anfang Juli 2021 wechselte er zur neuen Saison 2021/22 zum bulgarischen Erstligisten Ludogorez Rasgrad. Hier kam er auf 17 von 31 möglichen Ligaspielen. Dazu kamen zwei Pokalspiele und fünf Spiele in der Europa League. Pinas gewann mit dem Verein die bulgarische Meisterschaft. Ferner bestritt er zwei Spiele für die 2. Mannschaft.
Mitte Juli 2022 unterschrieb er einen Vertrag  beim schwedischen Erstligisten Hammarby IF. In seiner ersten Saison bestritt er dort 14 von 17 möglichen Ligaspielen. In der nächsten Saison waren es 24 von 30 möglichen Ligaspielen sowie fünf Pokalspiele, in denen er ein Tor schoss.

### Nationalmannschaft
Shaquille Pinas ist surinamischer Abstammung und hätte deshalb sowohl für die Niederlande als auch für die Nationalmannschaft Surinames auflaufen können.
Zwischen Oktober 2018 und März 2019 bestritt er sechs Länderspiele für die niederländische U20-Nationalmannschaft.
Im März 2021 bestritt er sein erstes Länderspiel für Suriname im Rahmen eines Qualifikationsspieles zur Weltmeisterschaft 2022 gegen die Cayman Islands. Da dies ein Pflichtspiel war, sind damit Länderspiele für die Niederlande ausgeschlossen. Beim Gold Cup 2021 gehörte er nicht zum Kader.

## Erfolge
Ludogorez Rasgrad
- Bulgarischer Meister: 2022